# Rohrdorf, Baden-Württemberg
Rohrdorf är en kommun och ort i Landkreis Calw i regionen Nordschwarzwald i Regierungsbezirk Karlsruhe i förbundslandet Baden-Württemberg i Tyskland.
Kommunen ingår i kommunalförbundet Nagold tillsammans med städerna Haiterbach och Nagold samt kommunen Ebhausen.